# Wanda Curtis
Wanda Curtis (née le 7 novembre 1975) est une actrice de films pornographiques hongroise, qui a commencé sa carrière en 1997. Elle remporte l'un des principaux Venus Award de l'année 1999 et est régulièrement nommée aux Hot d'or et aux AVN awards dans les années qui suivent.
Depuis 2006, elle travaille pour Ninn Worx, et fait des apparitions dans le magazine Penthouse depuis avril 2006.

## Récompenses et nominations
- 1999 Venus Award vainqueure - Starlet of the Year
- 2000 Hot d'or nommée – Best European New Starlet[3]
- 2002 AVN Award nommée – Best All-Girl Sex Scene, Video (Decadent Divas 12 - Feline Films/Legend) with Amber Michaels[4]
- 2003 AVN Award nommée – Best All-Girl Sex Scene, Video (After Hours - Wicked Pictures) with Devinn Lane[5]
- 2004 AVN Award nommée – Female Foreign Performer of the Year[6]
- 2005 AVN Award nommée – Best All-Girl Sex Scene, Video (Fem Bella - Ninn Worx/Pure Play Media) with Anais & Angel Cassidy[7]
- 2005 AVN Award nommée – Best Threeway Sex Scene, Video (Lost Angels: Wanda Curtis - Ninn Worx/Pure Play Media) with Angelica Costello & Anthony Hardwood[7]

## Filmographie sélective

### Films érotiques
- 2000 : The Voyeur (mini-série) : Terrie
- 2002 : Wicked Temptations : Abby
- 2002 : High Infidelity : April
- 2002 : Sexual Confessions (mini-série) : Trina

### Films pornographiques
- 1997 : Pornololite Debuttanti 12
- 1998 : Sodomania 26
- 1999 : Infermiera di Lusso
- 2000 : Contessa e l'Orfanella
- 2001 : Girl World 1
- 2001 : Decadent Divas 12
- 2001 : No Man's Land 34
- 2001 : The Private Life of Silvia Saint
- 2002 : The Private Life of Wanda Curtis
- 2002 : Fem Aria
- 2003 : Fem Bella
- 2004 : 'Rub The Muff 9
- 2005 : Sapphic Liaisons 1
- 2006 : Soloerotica 7
- 2007 : Girl Gangs
- 2008 : Cheezy Chixxx: Strap It 2 Me
- 2009 : Intimate Touch 2
- 2011 : Lesbian Lust
- 2012 : Occupy Orgies